# Marlisia victoriae
Marlisia victoriae là một loài tò vò trong họ Ichneumonidae.